# سید مناف هاشمی
سید مناف هاشمی (زادهٔ ۱ شهریور ۱۳۴۶ روستای لمرد، بهشهر) سیاستمدار ایرانی و هم‌اکنون دبیرکل کمیته ملی المپیک ایران می‌باشد. وی استاندار گلستان در دولت دوازدهم و معاون حمل و نقل و ترافیک شهرداری تهران نیز بوده‌است.
وی دانش‌آموخته کارشناسی و کارشناسی ارشد شهرسازی از دانشگاه آزاد اسلامی واحد تهران مرکزی و دکترای برنامه‌ریزی شهری از دانشگاه آزاد اسلامی واحد علوم و تحقیقات تهران است. هاشمی فعالیت شغلی خود را از سال ۱۳۷۳ در شهرداری تهران آغاز کرد و از ۱۳۷۶ تا ۱۳۸۱ شهردار تنکابن بود. وی در فاصله سال‌های ۱۳۸۹ تا ۱۳۹۲ به عنوان معاون برنامه‌ریزی و توسعه شهری شهرداری تهران فعالیت می‌کرد و از ۱۳۹۲ تا ۱۳۹۶ معاونت توسعه و پشتیبانی وزارت ورزش و جوانان را بر عهده داشت.

## زندگی‌نامه
سید مناف هاشمی در ۱ شهریور ۱۳۴۶ در روستای لمرد، بهشهر در استان مازندران زاده شد. هاشمی مدرک کارشناسی و کارشناسی ارشد خود را در رشته شهرسازی با گرایش طراحی و برنامه‌ریزی شهری، از دانشگاه آزاد اسلامی واحد تهران مرکزی اخذ نمود. وی دومین مدرک کارشناسی ارشد خود را از مؤسسه کارولینسکا سوئد، در رشته ایمنی ترافیک دریافت کرد، سپس دکترای برنامه‌ریزی شهری را از دانشگاه آزاد اسلامی واحد علوم و تحقیقات تهران اخذ نمود. او فعالیت شغلی خود را از سال ۱۳۷۳ در شهرداری تهران آغاز کرد. همچنین برادر کوچک‌تر وی، سید اسماعیل هاشمی در تاریخ ۱۹ مهر ۱۳۹۹ با حکم فرهاد دژپسند به سمت مدیرکل امور اقتصادی و دارایی استان مازندران انتخاب شد.

## سوابق
مناف هاشمی در دولت اصلاحات مدیرکل دفتر برنامه و بودجهٔ سازمان شهرداری‌ها و دهیاری‌های کشور بود. هاشمی در دوران مدیریت محمدباقر قالیباف در شهرداری تهران، مسئولیت‌هایی همچون معاونت برنامه‌ریزی و توسعهٔ شهری، قائم‌مقام معاونت خدمات شهری، مدیرکل تشخیص و وصول درآمد را بر عهده داشت. او در سال ۱۳۹۲ برای شرکت در انتخابات شورای شهر تهران، از معاونت شهرداری تهران استعفا داد.
هاشمی در دولت یازدهم، به معاونت توسعه و پشتیبانی وزارت ورزش و جوانان منصوب شد و از ۱۳۹۲ تا ۱۳۹۶ در این سمت بود. او همچنین در پی استعفای وزیر وقت ورزش و جوانان؛ محمود گودرزی، مدتی سرپرستی وزارت ورزش و جوانان را نیز بر عهده داشت. مناف هاشمی، در جلسه هیئت دولت که در تاریخ نوزدهم مهرماه ۱۳۹۶ به ریاست حسن روحانی برگزار گردید، به عنوان هشتمین استاندار گلستان تعیین شد و تا فروردین ۱۳۹۸ در این سمت بود. او از فروردین ۱۳۹۹ تا مهر ۱۴۰۰ معاون حمل و نقل و ترافیک شهرداری تهران بود.
در مرداد ۱۴۰۱ علیرضا زاکانی شهردار تهران در حکمی مناف هاشمی را به عنوان رئیس هیئت مدیره شرکت بهره‌برداری متروی تهران منصوب کرد.
در شهریور ۱۴۰۱ با تصمیم اعضای هیئت اجرایی کمیته ملی المپیک، سید مناف هاشمی به عنوان دبیرکل کمیته ملی المپیک انتخاب شد.

## املاک نجومی
نام سید مناف هاشمی در فهرست دریافت‌کنندگان املاک نجومی، که توسط شهرداری تهران واگذار شده، دیده می‌شود.

## سیل در استان گلستان
در پی وقوع سیل در بخش‌هایی از استان گلستان، در فروردین ماه ۱۳۹۸ و بروز خسارات ناشی از آن و مدیریت نامطلوب بحران و بروز مشکلات در امداد رسانی به مناطق آسیب دیده، غیبت مناف هاشمی، استاندار گلستان در جلسات مدیریت بحران و عدم حضور وی در مناطق سیل‌زده، جنجال آفرین شد. ساعاتی بعد مشخص شد که مناف هاشمی، در ایران حضور ندارد و در خارج کشور است. عبدالرضا رحمانی فضلی وزیر کشور نیز در پاسخ به سؤالی در خصوص عدم حضور استاندار گلستان در مناطق سیل‌زده این استان گفت:
استاندار گلستان از یک ماه پیش تقاضای مرخصی برای حضور در خارج از کشور برای حل مشکلات خانوادگی کرده بود و بنابراین به خارج از کشور اعزام شد.
مناف هاشمی در خصوص علت غیبت خود در روز اول فروردین ۱۳۹۸ و حضور در خارج از کشور در زمان سیل گلستان ادعا کرد که به دلیل درمان جراحات ناشی از حمله شیمیایی در زمان جنگ ایران و عراق حضور نداشته‌است. وی در روز سوم فرودین، به دلیل غیبت و عدم رسیدگی به سیل‌زدگان، توسط اسحاق جهانگیری از کار برکنار شد و میر محمد غراوی، معاون عمرانی استانداری گلستان، جایگزین وی گردید.